# Ana Paula dos Santos
Ana Paula Cristóvão Lemos dos Santos, née le 17 octobre 1963 à Luanda, est l'épouse de l'ex-président de la République d'Angola, José Eduardo dos Santos et la Première dame de cet État du sud-ouest africain.

## Biographie
Ancien mannequin et hôtesse de l'air de l'avion présidentiel angolais, elle rencontre son mari lorsqu'elle travaillait sur les vols présidentiels. Ils se sont mariés le 17 mai 1991 et sont parents de trois enfants, Eduane Danilo Lemos dos Santos (né le 29 septembre 1991), Joseana Lemos dos Santos (née le 5 avril 1995) et Eduardo Breno Lemos dos Santos (né le 2 octobre 1998). Entre 1990 et 1994, elle a suivi une formation de professeur d'État à l'Institut national de l'Éducation à Luanda. Plus tard, elle a complété un cours de droit à la Faculté de droit de l'Université Agostinho Neto à Luanda.
Un diplomate a décrit le Président et la Première dame comme : « Un beau couple, habillé de manière élégante et coûteuse, à la recherche de tout le monde comme s'ils vivent en Californie du Sud ». En 1997, Ana Paula dos Santos, peu diplomatique a annoncé que son fils âgé de cinq ans s'inscrirait à l'école portugaise à Luanda en raison de la "mauvaise qualité" de l'éducation nationale (ce dont de nombreuses personnes tiennent son mari pour responsable). Elle a également essayé de faire sentir sa présence dans les domaines administratifs, une décision qui a irrité le courant politique dominant. Ses intérêts commerciaux, en particulier dans le domaine des diamants, sont également sous le feu des critiques.
Elle est la marraine du Comité de soutien aux femmes rurales (COMUR), soutenant les fonds de micro-crédit. Elle a représenté son pays au Sommet du Micro-crédit pour les chefs d’États et de gouvernements à Washington, D.C., États-Unis, en 1997.
Ana Paula dos Santos est également très active dans son soutien aux victimes des mines terrestres. C'est pourquoi elle a fondé le Fonds de solidarité sociale Lwini Fonds qui est destiné au soutien des civils, en particulier des femmes et des enfants.
Son époux José Eduardo dos Santos décède le 8 juillet 2022 à Barcelone.